# 岩手県道240号本郷五串線
岩手県道240号本郷五串線（いわてけんどう240ごう ほんごうごぐしせん）は、岩手県一関市を通る一般県道である。

## 概要

### 路線データ
- 起点：一関市萩荘字下本郷（国道457号交点）
- 終点：一関市厳美町字宿（国道342号交点）

## 地理

### 通過する自治体
- 一関市

### 交差する道路
- 国道457号
- 国道342号